# Bolek Tempowski
Bolek Tempowski (ur. 31 maja 1921 w Dąbrowie Górniczej zm. 5 grudnia 2008 w Nîmes) – francuski piłkarz i trener polskiego pochodzenia. Grał na pozycji napastnika.

## Kariera
Rodzina Tempowskiego wyemigrowała do Francji w 1927 roku. Karierę piłkarską rozpoczął w Valenciennes FC. W 1946 roku zdobył mistrzostwo Francji z Lille OSC. W 1946, 1947 i 1948 roku zdobył z Lille OSC puchar Francji. W 1954 roku osiedlił się w Algierii, gdzie został trenerem Stade Guyotville. Po wybuchu wojny algierskiej, wrócił do Francji, gdzie został między innymi asystentem trenera w Valenciennes FC.

## Sukcesy
- Mistrzostwo Francji: 1946
- Wicemistrzostwo Francji: 1948, 1949, 1950, 1951
- Puchar Francji: 1946, 1947, 1948
- Finalista Pucharu Francji: 1949
- Finalista Pucharu Łacińskiego: 1951